# 1ère Escadrille de Chasse
A 1ère Escadrille de Chasse (röviden 1ère) egy, az első világháború évtizedében alakult belga légi egység. A század még ma is aktív szolgálatban áll a Belga Légierő kötelékében.

## Története

### Az első világháború
Az ezred 1913. április 16-án alakult meg. Az első légi győzelmet a századnak a későbbi belga ászpilóta, Fernand Jacquet érte el egy Albatros ellen 1915. április 17-én. Evvel a győzelemmel a légi század a háború végére több mint 15 igazolt és 52 igazolatlan légi győzelmet  ért el. Azonban öt pilóta is életét vesztette légi csata közben és egy pilóta a századból légi baleset áldozata lett. A század repülőgépei a háború alatt Coxyde-ban állomásoztak 1916. elejétől júniusig, innen Les Moeresbe költöztek át és így maradtak a háború végéig. A századnak 1916-tól három parancsnoka volt a háború végéig. Arsène Demanet kapitány 1916. februártól decemberig irányította az egységet, őt követte Fernand Jacquet (ekkor már mint kapitány) egy teljes éves parancsnoksága. Ő utána következett Walter Gallez kapitány, aki decembertől a következő év márciusáig volt a parancsnok. Az ezredben az első világégés idején összesen négy ász szolgált (lásd alább):      
| Név                   | Légi győzelem (amennyit a században elért) |
| --------------------- | ------------------------------------------ |
| Andre de Meulemeester | 7 igazolt és 12 igazolatlan                |
| Fernand Jacquet       | 5 igazolt és 2 igazolatlan                 |
| Jan Olieslagers       | 3 igazolt                                  |
| Willy Coppens         | nincs                                      |

### A század ma
A század a háború után is fenn állt és ma is fenn áll. Ma az ezred F-16-os repülőgépekkel repül és teljesíti továbbra is a feladatát Belgium légi erejében.